# دیدبان (هواشناسی)
دیدبان یا کارشناس هواشناسی همدیدی در امور هواشناسی به معنی شخصی است که روشهای اندازه گیری پارامترهای هواشناسی (دما ، رطوبت ، باد ، بارش ، پوشش ابر ، فشار و غیره) در یک ایستگاه هواشناسی سطح (زمین یا دریا) با استفاده از ابزار و ادوات اختصاصی آن ایستگاه را  مطابق با استانداردهای سازمان هواشناسی جهانی آموزش دیده است و از طرف سازمان هواشناسی کشور و مدیر هواشناسی منطقه مورد تأیید می باشد و برای انجام مشاهدات و ثبت داده های هواشناسی مجاز است. وی مسئولیت مشاهده دقیق، اندازه‌گیری سریع، جمع‌آوری و ثبت به موقع و ارسال به هنگام داده‌ها و اطلاعات اولیه پارامترهای هواشناسی و پدیده‌های مختلف جوی به مرکز هواشناسی را برعهده دارد.

## دیدبانی‌های هواشناسی
دیدبانی‌های هواشناسی چهار نوع است: دیدبانی سطح زمین، جو بالا، رادار و ماهواره،
دیدبانی‌های هواشناسی در بسیاری از کاربردهای سیل، خشکسالی، محیط زیست و منابع آب نقش اساسی دارد. در حالی که مشاهدات بارندگی بیشتر مورد استفاده قرار می‌گیرد، سایر پارامترهای مورد علاقه شامل دمای هوا، رطوبت و سرعت باد است.
تکنیک‌های اصلی اندازه‌گیری عبارتند از باران سنجی، ایستگاه‌های هواشناسی سطح زمین و رادار هواشناسی، ماهواره با برآورد بارش نقش مهمی در مناطق کم داده بازی می‌کند.
دیدبانی‌های هواشناسی هوانوردی در سطح زمین (متارها) مجموعه ای از عناصر آب و هوای فعلی در ایستگاه‌های زمینی منفرد در سراسر جهان است. این شبکه از امکانات دولتی و قراردادی خصوصی تشکیل شده‌است که اطلاعات به روز و مداوم دربارهٔ آب و هوا را ارائه می‌دهند. منابع آب و هوایی خودکار، مانند سیستم‌های دیدبانی هواشناسی خودکار، سیستم‌های مشاهده خودکار سطح زمین، و همچنین سایر امکانات خودکار، نیز نقش عمده ای در جمع‌آوری مشاهدات سطح دارند.
دیدبانی‌های سطح زمین، شرایط آب و هوایی محلی و سایر اطلاعات مربوط به یک فرودگاه خاص را فراهم می‌کند. این اطلاعات شامل نوع گزارش، شناسه ایستگاه، تاریخ و زمان، اصلاحیه (در صورت لزوم)، وزش باد، دید، دامنه دید روی سطح باند فرودگاه، پدیده‌های جوی، وضعیت آسمان، دما یا نقطه شبنم، خواندن ارتفاع سنج و اظهارات قابل اجرا است. اطلاعات جمع‌آوری شده برای مشاهده سطح ممکن است از یک شخص، یک ایستگاه تمام خودکار یا یک ایستگاه نیمه خودکار باشد که توسط دیدبان هواشناسی به روز شود یا با اطلاعات دیدبان هم افزایی یابد. به هر شکل، دیدبانی سطح زمین اطلاعات ارزشمندی را در مورد فرودگاه‌های مختلف کشور فراهم می‌کند. اگرچه گزارش‌ها فقط شعاع کمی را پوشش می‌دهند، اما هنگامی که گزارشهای بسیاری از ایستگاه‌ها با هم مشاهده می‌شوند، خلبان می‌تواند تصویر خوبی از آب و هوا را در یک منطقه وسیع ایجاد کند.

## وظایف دیدبان هواشناسی

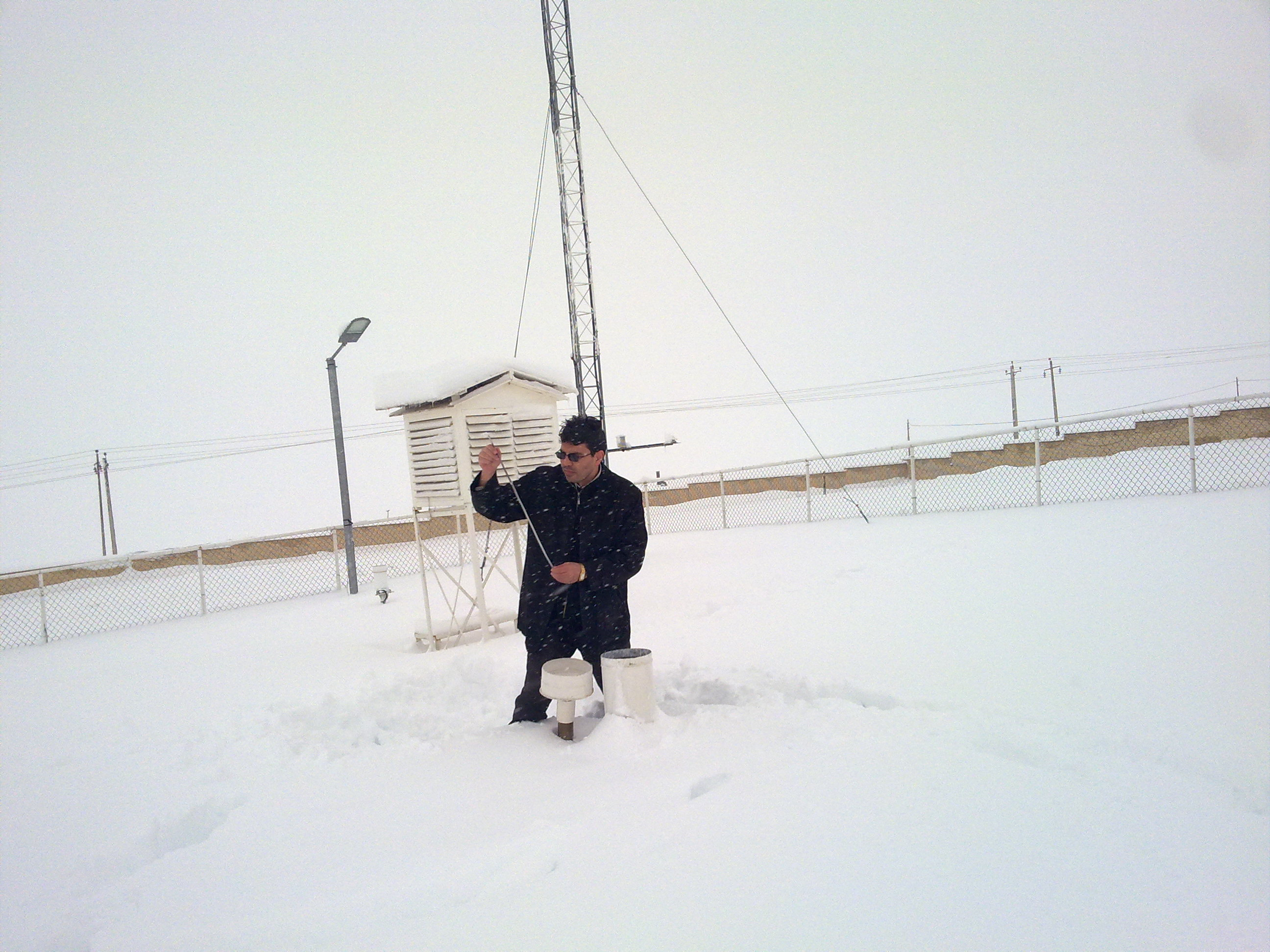
دیدبان هواشناسی درحال اندازه گیری برف در ایستگاه هواشناسی گرمی ایران

دیدبانان هواشناسی شرایط آب و هوایی ایستگاه محل خدمت را هر روز در زمان های مشخص ثبت می کنند،اطلاعات را طبق استاندارد پیام های بین المللی در قالب کدپیام های هواشناسی سیناپ و متار جمع آوری نموده و به مراکز هواشناسی مختلف منتقل می کنند. آنها تغییرات دما ، رطوبت ، فشار جو ، سرعت باد و جهت باد را هر ساعت اندازه گیری می کنند. برای تهیه مشاهدات از ابزار دقیق استفاده می شود و دیدبانان هواشناسی باید این ابزارها را در شرایط کاری عالی نگه دارند. ماهیت خدمات ارائه شده توسط اداره هواشناسی ، انجام مشاهدات را به صورت 24 ساعته ضروری می کند. ناظران هواشناسی باید بصورت شیفتی کار کنند.

### شرایط شغل دیدبان هواشناسی
جنبه های راضی کننده
- - کار در داخل و خارج از دفتر
- - چالش انجام مشاهدات،دقیقا در زمان تعیین شده به طور هم زمان.

جنبه های مورد نیاز
- - شیفت کاری طولانی و ساعتهای کار هنگام خرابی ابزار
- - بی حوصلگی با کارهای روزمره
- - کار در شرایط نامساعد جوی

الزامات دیدبان هواشناسی
- - قابل اعتماد باشد
- - با دقت و مسئولیت کار کند
- - دانش علمی داشته باشد.
- - مایل به انجام کارهای معمول باشد.

مدرک تحصیلی مورد نیاز
- گواهینامه ارشد ملی

رشته های پیشنهادی: هواشناسی، فیزیک، ریاضیات ، جغرافیای طبیعی
آموزش
- سازمان هواشناسی کشور آموزش عملی ضمن خدمت ارائه می دهد که شامل موارد زیر است:

- - یادگیری در مورد مشاهدات و دیدبانی های سطح زمین ، مشاهدات جو بالا
- - نگهداری از ابزارهای هواشناسی
- - ایستگاه های هواشناسی اتوماتیک
- - داده های اقلیمی
- - بازرسی از ایستگاه های کلیماتولوژی

کارفرما
- - سازمان هواشناسی کشور وابسته به وزارت راه و شهرسازی